# Georges Vacher de Lapouge
Georges Vacher de Lapouge (ur. 12 grudnia 1854 w Neuville-de-Poitou, zm. 12 lutego 1936 w Poitiers) – francuski antropolog, teoretyk rasizmu.

## Poglądy rasowe
Dokonał podziału ludności europejskiej na trzy rasy podstawowe. Wyznacznikiem przynależności do danej rasy, miały być cechy fizyczne. Każda z trzech ras zdaniem Lapouge'a ma określone cechy psychiczne. Określił ich występowanie w poszczególnych krajach, a także określił najodpowiedniejsze dla nich wyznania. 

Podział ten wyszczególniał:
- rasę aryjską (homo europaeus) - fizycznie charakteryzującą się wysokim wzrostem, długą głową oraz jasnymi włosami. Cechami psychicznymi aryjczyków (zwanych także nordykami) były energiczność, wytrwałość, aktywność, zachowywanie zimnej krwi, wojowniczość, instynkt władania, zdolność logicznego myślenia, inteligencja oraz talent organizatorski. Rasa ta więc miała predyspozycje do władzy, organizacji państwa, tworzenia wynalazków i bycia pionierami nowoczesności. Najodpowiedniejszą religią dla aryjczyków miał być protestantyzm;
- rasę alpejską (homo alpinus) - z przedstawicielami o średnim wzroście, czarnowłosych i krótkogłowych. Psychicznie zaś byli wytrwali, utylitarni, pozbawieni wojowniczości i skłonni do poniżania siebie i innych;
- rasę śródziemnomorską (homo mediterraneus) - posiadającą niski wzrost, średniogłowość oraz ciemne włosy. Psychika ich cechowała się uczuciowością, pobudliwością zmysłową i rozwiniętą wyobraźnią artystyczną.

Najwartościowszą rasą byli aryjczycy, zaś najmniej wartościowa - rasa śródziemnomorska. Kontynuując myśli Arthura de Gobineau, największe zagrożenie dla kultury zachodniej upatrywał w mieszaniu się ras doskonalszych z pośledniejszymi (co wywoływały stopniowy upadek kulturalny i organizacyjnego społeczeństwa państwa i narodu). Uważał, iż proces ten postępuje we wszystkich warstwach społecznych. Twierdził ponadto że wszędzie, poza krajami anglosaskimi ludność czysta rasowo, jest w mniejszości. Także wśród klas wyższych, zdaniem Lapouge'a przypisanych rasie aryjskiej. Opracował także teorię selekcji socjalnej, której efektem ma być upadek ras doskonalszych. Wynikał z niej sprzeciw Lapouge'a wobec kapitalizmu i demokracji, jako czynnikom mającym szkodzić rasie aryjskiej. Według de Lapouge'a rasa aryjska jest zagrożona w swym istnieniu wskutek selekcji społecznych, którym ulegają głównie aryjczycy. Według niego, spadek liczby aryjczyków równał się z zagładą cywilizacji. Selekcję wyszczególniał w kilku aspektach:

- militarny - najwięcej ginie na wojnach aryjczyków, gdyż z uwagi na swoją waleczność nie stronią od udziału w konfliktach;
- polityczny - są sztucznie odsuwani przez ludzi mniej predysponowanych do piastowania stanowisk władzy, ponieważ aryjczycy najaktywniej biorą udział w walkach politycznych w drodze ku sprawowaniu władzy;
- religijny - rozwój intelektualny aryjczyków przyczyniał się do separowania ich w celibacie z powodu oddawania się kultom religijnym oraz udział w wojnach religijnych redukował ich liczebność;
- moralny - wynikał z dominowania poglądów etycznych i wynikających z nich akcji filantropijnych, które zwiększały liczbę ludzi nie będących zdaniem Lapouge'a najwartościowszych;
- prawny - w jego świetle obowiązujące prawo zrównywało aryjczyków z ogółem społeczeństwa, podczas gdy sami są typem indywidualnie niezależnym;
- ekonomiczny - do ubóstwa spychani mają być aryjczycy, gdyż z natury jako szlachetni nie są skłonni do nieuczciwości i kłamstwa co zamyka im drogę do korzystania z dóbr ekonomicznych.

## Poglądy społeczne
Vacher de Lapouge był z przekonań socjalistą, członkiem marksistowskiej Parti Ouvrier Français. Popierał eugenikę i ruch feministyczny.

## Dzieła
- (1896) – Selekcja społeczna;
- (1899) – Aryjczycy i ich rola społeczna (L'Aryen et son rôle social) - trzytomowe pismo, stanowiące podstawę dla ideologii nazistowskiej;
- (1909) – Rasa i środowisko.